# Ramusella clavipectinata
Ramusella clavipectinata is een mijtensoort uit de familie van de Oppiidae. De wetenschappelijke naam van de soort is voor het eerst geldig gepubliceerd in 1885 door Michael.